# La Palme (gouverneur)
La Palme est un gouverneur de Plaisance sur l'île de Terre-Neuve à l'époque de la Nouvelle-France.

## Biographie
En 1667, le roi de France, Louis XIV, apprend le comportement irresponsable du gouverneur Bellot dit Lafontaine. Un document officiel indique que Bellot avait "mal acquitté de son devoir". Louis XIV, mécontent de son gouverneur, le rappelle aussitôt en France. Le roi nomme le sieur La Palme comme nouveau gouverneur à Plaisance.
La Palme arrive à Terre-Neuve à bord du navire le "Saint-Sébastien". Il a reçu la mission, de la part du roi, d'aider au peuplement de la colonie de Plaisance, encourager l'agriculture et protéger les nombreux pêcheurs français. Le nouveau gouverneur La Palme débarque à Plaisance avec 150 soldats et de nombreux matériels, notamment des armes entreposés dans deux vaisseaux de guerre l'accompagnant depuis la France.
La Palme fait édifier des fortifications autour de Plaisance afin de se protéger d'une possible attaque des Anglais.
Néanmoins La Palme fait preuve d'un autoritarisme qui déplait aux colons. Ainsi il demande un tiers des pêcheries aux pêcheurs en échange de fournitures. Finalement le roi le relève de ses fonctions administratives en 1670 et le remplace par un nouveau gouverneur nommé La Poippe.